# Реюньонская пустельга
Реюньонская пустельга (лат. Falco duboisi) — вымерший вид соколов с острова Реюньон (Индийский океан).

## Описание
Известен по ископаемым останкам и записям Дюбуа, опубликованным в 1647 году. Эта хищная птица была крупнее родственной ей маврикийской пустельги (Falco punctatus) и достигала размеров обыкновенного сокола — 35 см от головы до хвоста. Самцы были заметно мельче самок.
Размах крыльев составлял 60—70 см. Птицы были маневренными, приспособленными к полётам в лесу и охотились на насекомых, а также местных гекконов. Дюбуа отмечал, что они нападали на домашних цыплят.

## Вымирание
Вид вымер около 1700 года. Причины вымирания неясны, так как обычные объяснения — интродуцированные хищники, охота, завезённые крысы — не объясняют его.